# Two Lefts Don't Make a Right...but Three Do
Two Lefts Don't Make a Right...but Three Do è il terzo album in studio del gruppo musicale christian rock statunitense Relient K, pubblicato nel 2003.

## Tracce
1. Chap Stick, Chapped Lips, and Things Like Chemistry – 3:10
2. Mood Rings – 3:18
3. Falling Out – 3:51
4. Forward Motion – 3:57
5. In Love with the 80's (Pink Tux to the Prom) – 3:08
6. College Kids – 3:27
7. Trademark – 3:54
8. Hoopes I Did It Again – 3:12
9. Over Thinking – 4:08
10. I Am Understood? – 4:23
11. Getting Into You – 3:24
12. Kids on the Street – 0:26
13. Gibberish – 1:45
14. From End to End – 4:37
15. Jefferson Aero Plane – 10:23 – Il brano "Jefferson Aero Plane" dura 5:20. Dopo 2 minuti di silenzio, al minuto 7:20, inizia la traccia fantasma "Silly Shoes".

## Formazione
- Matt Thiessen – voce, chitarra, piano
- Matt Hoopes – chitarra, cori
- Brian Pittman – basso
- Dave Douglas – batteria, cori